# Grypocentrus areolaris
Grypocentrus areolaris är en stekelart som beskrevs av Dmitriy R. Kasparyan 1989. Grypocentrus areolaris ingår i släktet Grypocentrus och familjen brokparasitsteklar. Inga underarter finns listade i Catalogue of Life.